# Mesopolobus keralensis
Mesopolobus keralensis is een vliesvleugelig insect uit de familie Pteromalidae. De wetenschappelijke naam is voor het eerst geldig gepubliceerd in 2002 door Sureshan & Narendran.